# Bronislav Fajon
Bronislav Fajon, slovenski grafični oblikovalec, * 26. oktober 1932, Ljubljana.
Študiral je na oddelku za arhitekturo Fakultete za gradbeništvo in geodezijo v Ljubljani. Ukvarja se z oblikovanjem knjig, knjižnih ovitkov in plakatov za različne prireditve, s celostnimi grafičnimi podobami podjetij in z ovitki avdio in video zgoščenke. Leta 1973 je oblikoval  propagandno grafiko za italijansko tovarno smučarskih čevljev San Marco. Leta 1982 je prejel nagrado Prešernovega sklada.